# Торакотомия

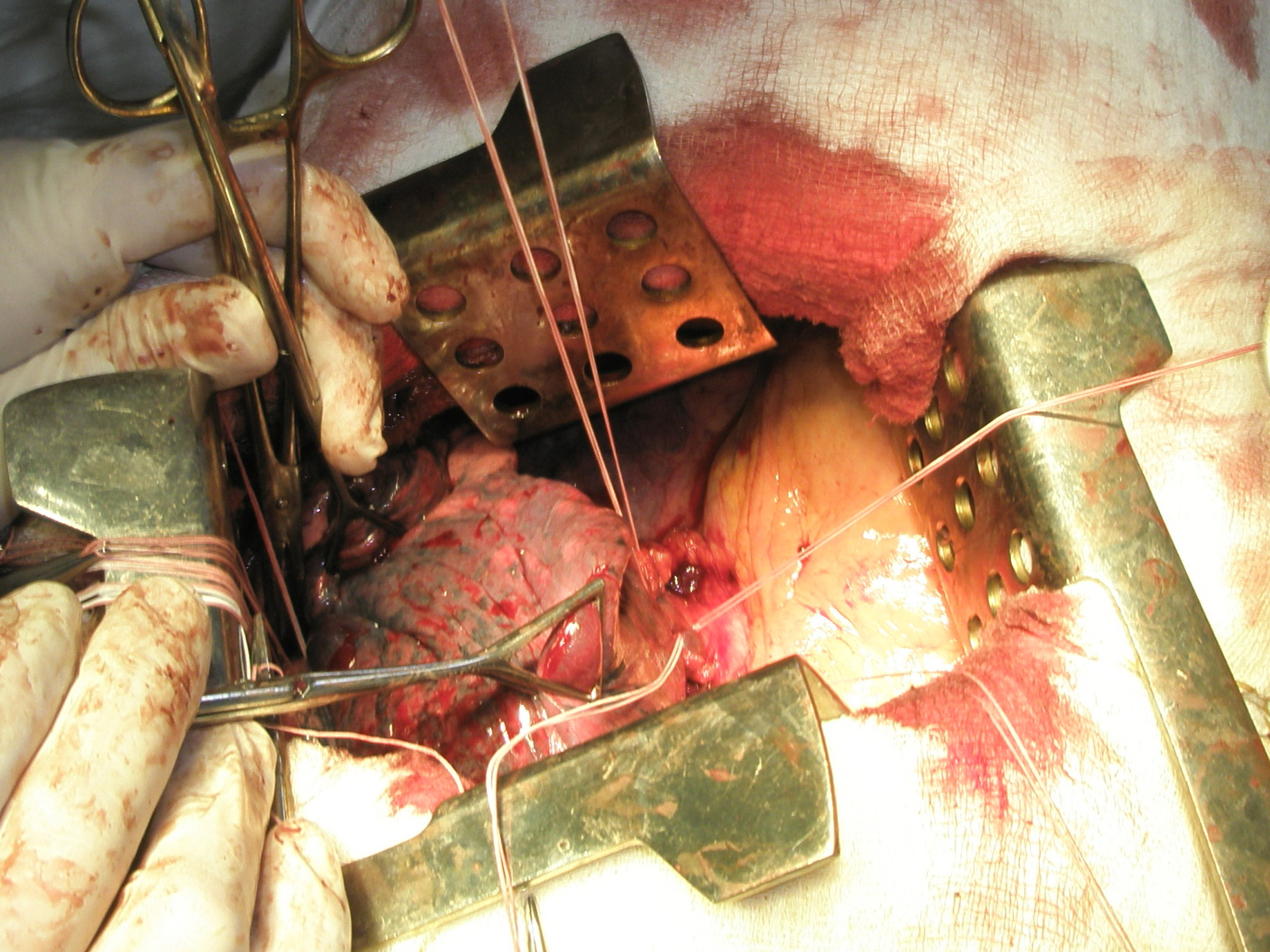
Левосторонняя торакотомия. Обработка сосудов корня левого лёгкого

Торакотоми́я (от др.-греч. θώραξ — грудь и τομή — разрез, рассечение) —  хирургическая операция, заключающаяся во вскрытии грудной полости через грудную стенку для обследования содержимого грудной полости или выполнения хирургических вмешательств на легких, сердце или других органах, расположенных в грудном пространстве.

## Разновидности торакотомии

### Переднебоковая торакотомия
Удобна широким доступом к передней поверхности лёгкого и сосудам корня лёгкого.
Положение больного на столе: на спине с приподнятым больным боком; рука больной стороны согнута в локтевом суставе и фиксирована над головой пациента.
Техника выполнения: разрез производится по ходу V ребра от края грудины до средней подмышечной линии, отводится кнаружи широчайшая мышца спины. Вскрытие плевральной полости производится в IV или V межреберье: ткани межреберья рассекаются на всём протяжении кожной раны. При необходимости расширения доступа пересекаюся вышележащие (III или IV) рёберные хрящи.
Применение: правосторонняя и левосторонняя пневмонэктомия, удаление верхней и средней доли правого лёгкого.
Преимущества: малая травматичность, удобство положения тела больного для проведения наркоза и оперативного вмешательства, предупреждение попадания бронхиального содержимого в противоположное лёгкое, удобство выделения главного бронха и удаления трахеобронхиальных лимфоузлов.
Недостатки: доступно только переднее средостение, трудности при ушивании и герметизации раны.

### Заднебоковая торакотомия
Применяется редко
Положение больного на столе: на животе.
Техника выполнения: разрез между внутренним краем лопатки и позвоночником. Рассекаются трапециевидная и обе ромбовидные мышцы. Угол лопатки огибается до средней подмышечной линии (до края большой грудной мышцы). Производится поднадкостничная резекция VI ребра, пересекаются шейки V и VII рёбер.
Применение: открытый артериальный (боталлов) проток (при хирургическом лечении). Резекция задних участков лёгкого, мобилизация нижнего отдела трахеи и её бифуркации, включая контрлатеральный главный бронх, пневмонэктомия с циркулярной резекцией бифуркации трахеи.
Преимущества: удобна для вмешательства на бронхиальном дереве, имеется возможность соединения обширной резекции грудной стенки с торакопластикой без изменения положения тела больного.

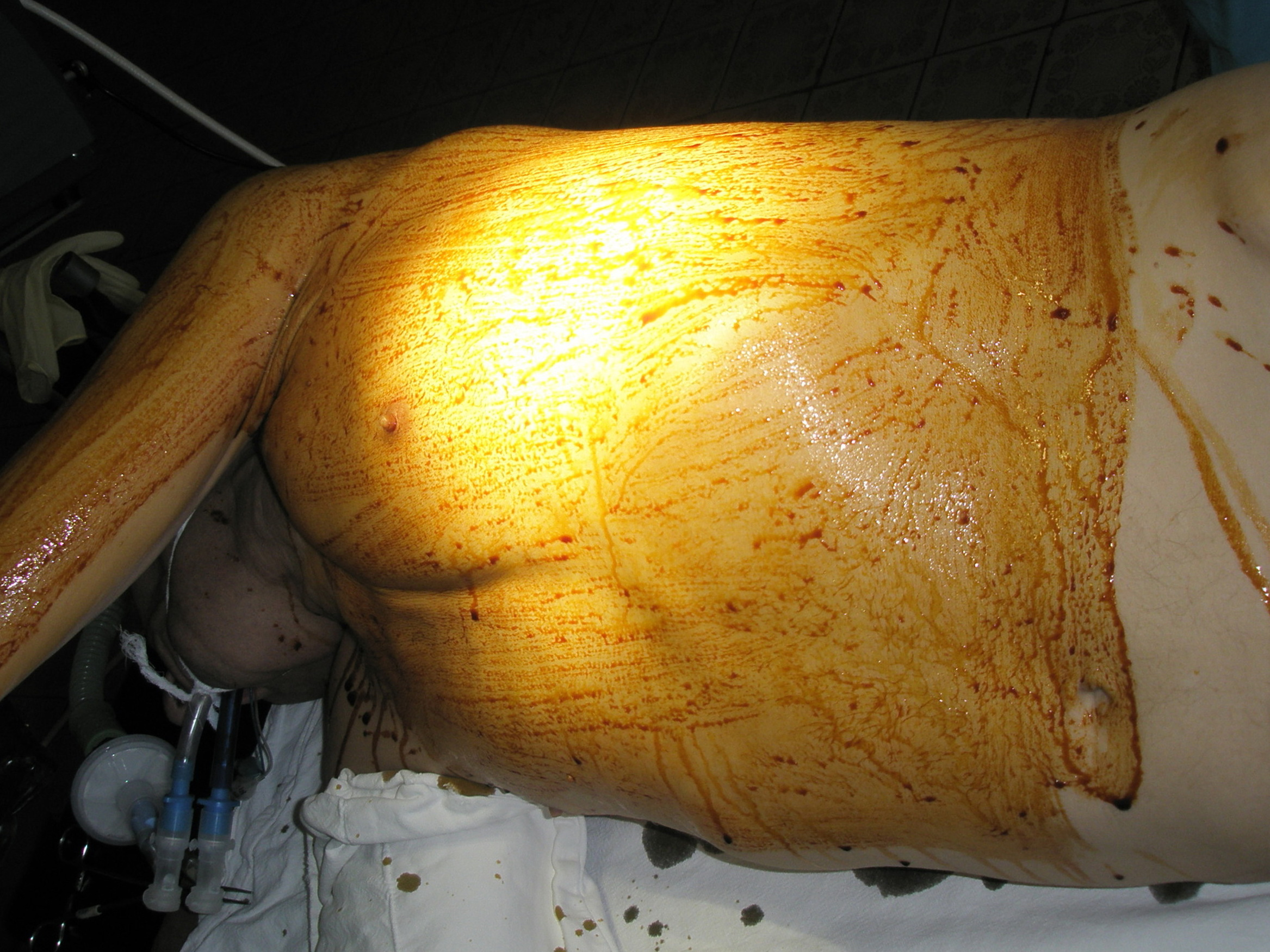
Левосторонняя боковая торакотомия. Положение больного на столе

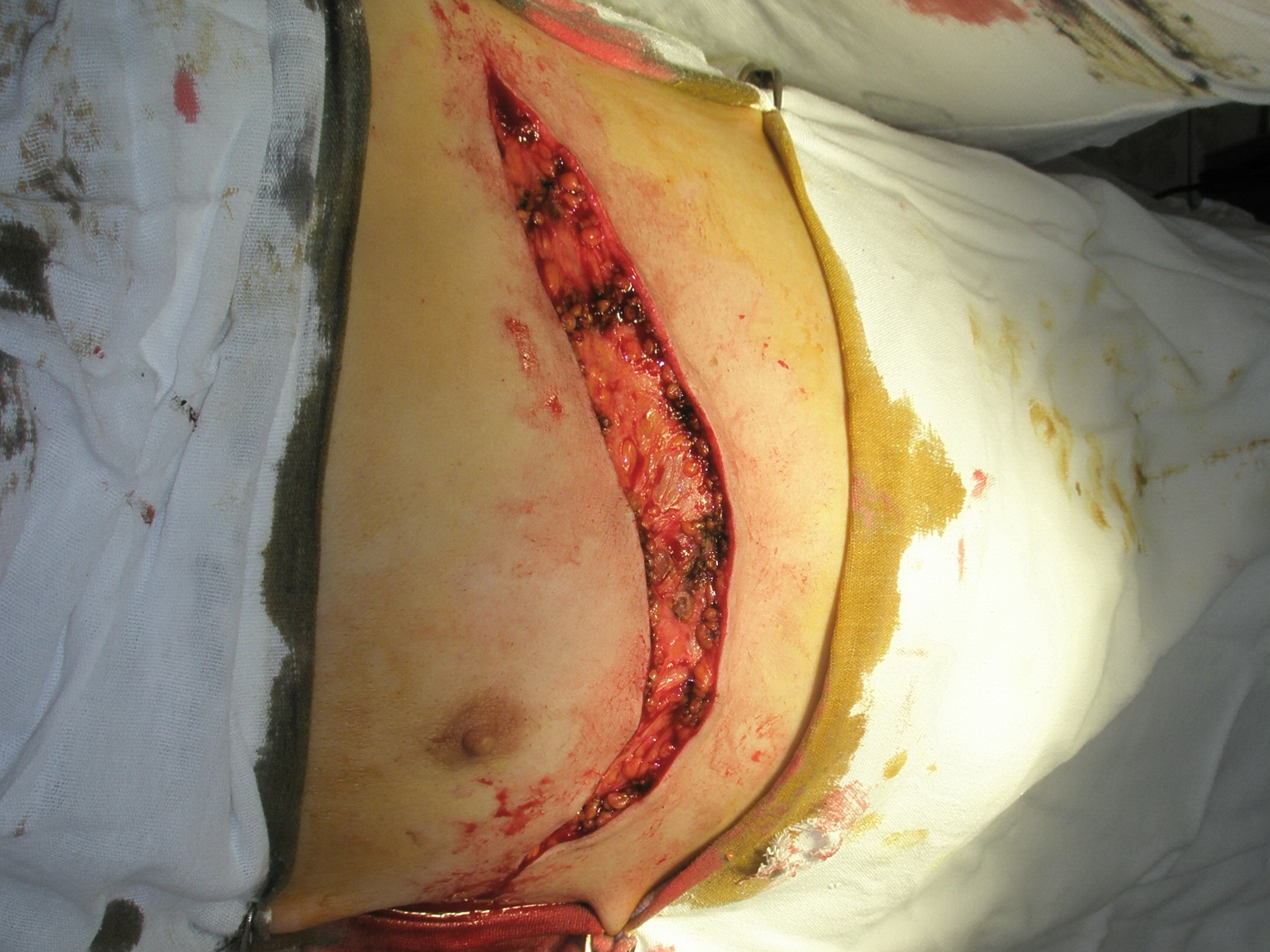
Левосторонняя боковая торакотомия. Разрез кожи

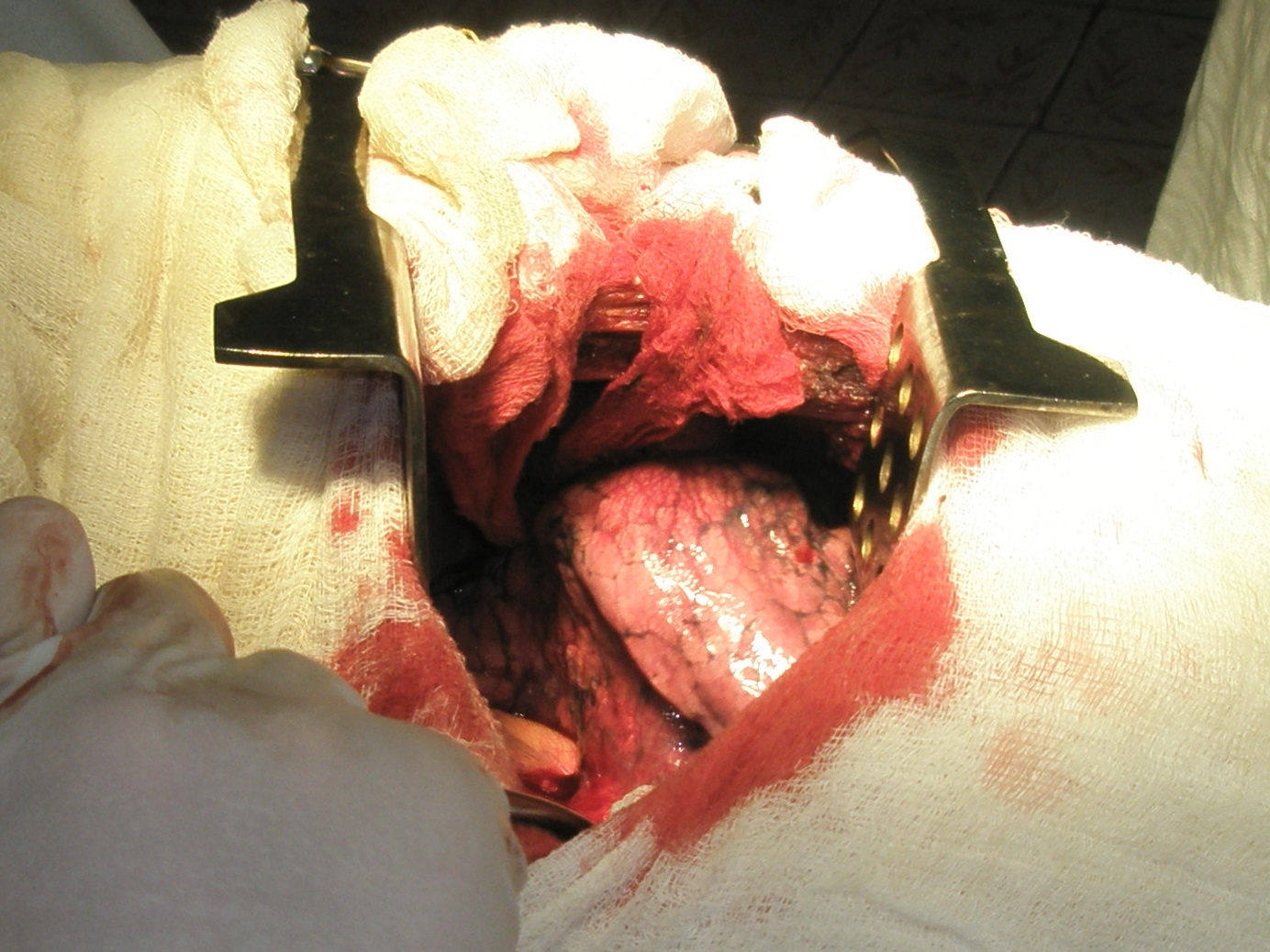
Левосторонняя боковая торакотомия. Рёбра разведены ранорасширителем

Недостатки: высокая травматичность.

### Боковая торакотомия
Является наиболее распространённой.
Положение больного на столе: на здоровом боку, под который подложен валик на уровне большой грудной мышцы (на уровне молочной железы у женщин). Рука на стороне выполнения операции согнута в локтевом суставе и отведена кверху и вбок, фиксирована над головой больного. Тазовый пояс находится в боковом положении (рис. 2).
Техника выполнения: разрез кожи по ходу V ребра от угла лопатки или задней подмышечной линии, ниже и на 2-3 см кнутри от соска (у женщин — огибая молочную железу снизу) до среднеключичной линии (рис. 3). Широчайшая мышца спины рассекается лишь на 3-4 см. Тупым путём расслаиваются мышечные волокна передней зубчатой мышцы. Межрёберные мышцы рассекаются по передней поверхности грудной клетки, а кзади от передней подмышечной линии пальцем разрываются до головок рёбер (возможно такое разделение и по передней поверхности до грудины). Плевральная полость вскрывается в V межреберье (рис. 4).
Применение: различные по объёму операции на лёгких независимо от локализации патологического процесса, а также операции на органах средостения и диафрагме.
Преимущества: малотравматична. Позволяет подойти к любому анатомическому образованию плевральной полости и средостения. Создаёт хорошие условия для манипуляций во всех отделах плевральной полости.
Недостатки: опасность попадания бронхиального содержимого в противоположное лёгкое при отсутствии раздельной интубации.

### Аксиллярная торакотомия
Относится к малоинвазивным доступам.
Положение больного на столе: на боку. Рука на стороне выполнения операции согнута в локтевом суставе и отведена кверху и вбок, фиксирована над головой больного таким образом, чтобы подмышечная область была хорошо доступна.
Техника выполнения: разрез от края широчайшей мышцы спины сверху вниз в косом направлении к боковому краю большой грудной мышцы. Рассекается или расслаивается передняя зубчатая мышца. Вскрытие плевральной полости производится в IV или V межреберье.
Применение: небольшие оперативные вмешательства на поверхности лёгкого.
Преимущества: отсутствие в зоне разреза большого мышечного массива, малозаметность послеоперационного рубца.
Недостатки: невозможность подхода к корню лёгкого.

### Парастернальная торакотомия
Положение больного на столе: на спине с подложенным вдоль позвоночника с отступом на 3-5 см валиком на опрерируемой стороне.
Техника выполнения: разрез параллельно и на 3 см латеральнее края грудины длиной 6 см с последующей субперихондральной резекцией 2 (или более) рёберных хрящей на протяжении 2-3 см. Внутренние грудные артерия и вена отводятся медиально. Обнажённая плевра отводится латерально или, при необходимости, вскрывается.
Применение: парастернальная биопсия, медиастиноскопия, ревизия и биопсия опухолей средостения.
Недостатки: возможность ревизии средостения только с одной стороны.

## Осложнения
Осложнения после торакотомии возникают в 6-12 % случаев. Основными из них являются:
- болевой синдром;
- нагноение послеоперационной раны;
- кровотечение.